# Krasnooktiabrskij (obwód samarski)
Krasnooktiabrskij (ros. Краснооктябрьский) – osiedle w Rosji, w obwodzie samarskim, w rejonie bolszeczernigowskim. W 2010 liczyło 730 mieszkańców.